# Pachycondyla dubia
Brachyponera dubia
Espèce
Synonymes
- †Brachyponera dubia Théobald, 1937

Pachycondyla dubia est une espèce fossile de fourmis de la sous-famille des Ponerinae dans la tribu des Ponerini, dans le genre Pachycondyla.

## Classification
L'espèce Pachycondyla dubia est décrite en 1937 par le paléontologue français Nicolas Théobald (1903-1981) sous le protonyme Brachyponera dubia,. 

### Fossiles
Les spécimens holotype R 749 et son associé R 2005 (empreinte et contre empreinte) ♀ viennent du musée de Bâle. 
Le muséum national d'histoire naturelle de Paris a aussi un paratype MNHN.F.B24401 (ancien numéro = Am 20) venant d'Aix-en-Provence.

### Étymologie
L'épithète spécifique dubia signifie en latin « douteux ».

## Description

### Caractères
La diagnose de Nicolas Théobald de 1937 : L'holotype femelle est un « insecte brun-noirâtre, les deux premiers segments abdominaux et les ailes brun-clair. ». 

« Tête assez grosse, yeux moyennement développés, ocelles non visibles ; antennes mal conservées; scape peu distinct du funicule. Thorax assez gros ; pronotum court ; mésonotum formant la partie dorsale avant du thorax; scutellum renflé ; métanotum déclive. Pétiole court, formé d'un article peu renflé, en forme d'écusson. Abdomen gros et de forme ovoïde; il débute par un segment triangulaire dont les bords postérieurs débordent sur le suivant ; 2e segment subcylendrique ; 3e tronconique; le dernier est arrondi en arrière. Pattes fortes. ailes antérieures bien conservées, dépassant l'extrémité de l'abdomen ; stigma étroit et allongé; 1 cellule radiale fermée; 2 cellules cubitales fermées et une 3e cellule cubitale ouverte; 1 cellule discoïdale de forme sublosangique. Ailes postérieures mal conservées. ».

### Dimensions
La longueur totale est de 11 mm, la tête a une longueur 1,25 mm, le thorax a une longueur 4,75 mm et une largeur de 2,75 mm, l'abdomen a une longueur 5 mm et une largeur de 3 mm, l'aile antérieure a une longueur 8 mm et une largeur de 2,5 mm. 

### Affinités
« La présence d'un pétiole à un segment et la nervation de l'aile rangent cet échantillon parmi les Ponerinae. Il y a un léger étranglement entre les deux premiers segments de l'abdomen. Les mandibules sont rudimentaires et le pétiole aplati en lame comme chez les ♂ de Brachyponera. mais les Brachyponera actuels ne dépassent pas 6 mm. Ils habitent les régions éthiopiennes et indo-malaises.
Rappelle Poneropsis morio Heer de Radoboj, mais a l'abdomen de forme plus allongée. ».

## Galerie
- Quelques espèces vivantes du genre Pachycondyla.
- P. brunoi.
- P. crenata.
- P. fossigera.
- Travailleuse P. harpax.
- P. marginata.
- P. rufipes.
- P. sharpi.
- P. sikorae.

- Quelques espèces fossiles du genre Pachycondyla.
- Holotype P. eoenica.
- Holotype P. parvula.
- Holotype P. succinea mâle.

### Publication originale
- [1937] Nicolas Théobald, « Les insectes fossiles des terrains oligocènes de France 473 p., 17 fig., 7 cartes,13 tables, 29 planches hors texte », Bulletin Mensuel de la Société des Sciences de Nancy et Mémoires de la Société des sciences de Nancy, Imprimerie G. Thomas,‎ 1937, p. 1-473 (ISSN 1155-1119 et 2263-6439, OCLC 786027547). .